# GNOME Files
GNOME Files (anglická výslovnost [gˈnoum failz]; dříve a interně pojmenovaný Nautilus) je oficiální a implicitní (výchozí) správce souborů pro desktopové prostředí GNOME. Jedná se o svobodný software vydaný pod licencí GNU LGPL.
Podporuje množství protokolů (podle aktuálně nainstalovaných knihoven) – např. FTP, SFTP, SMB aj. Do rozbalovacího menu je také možné vkládat skripty pro různé akce se soubory a adresáři.

## Galerie

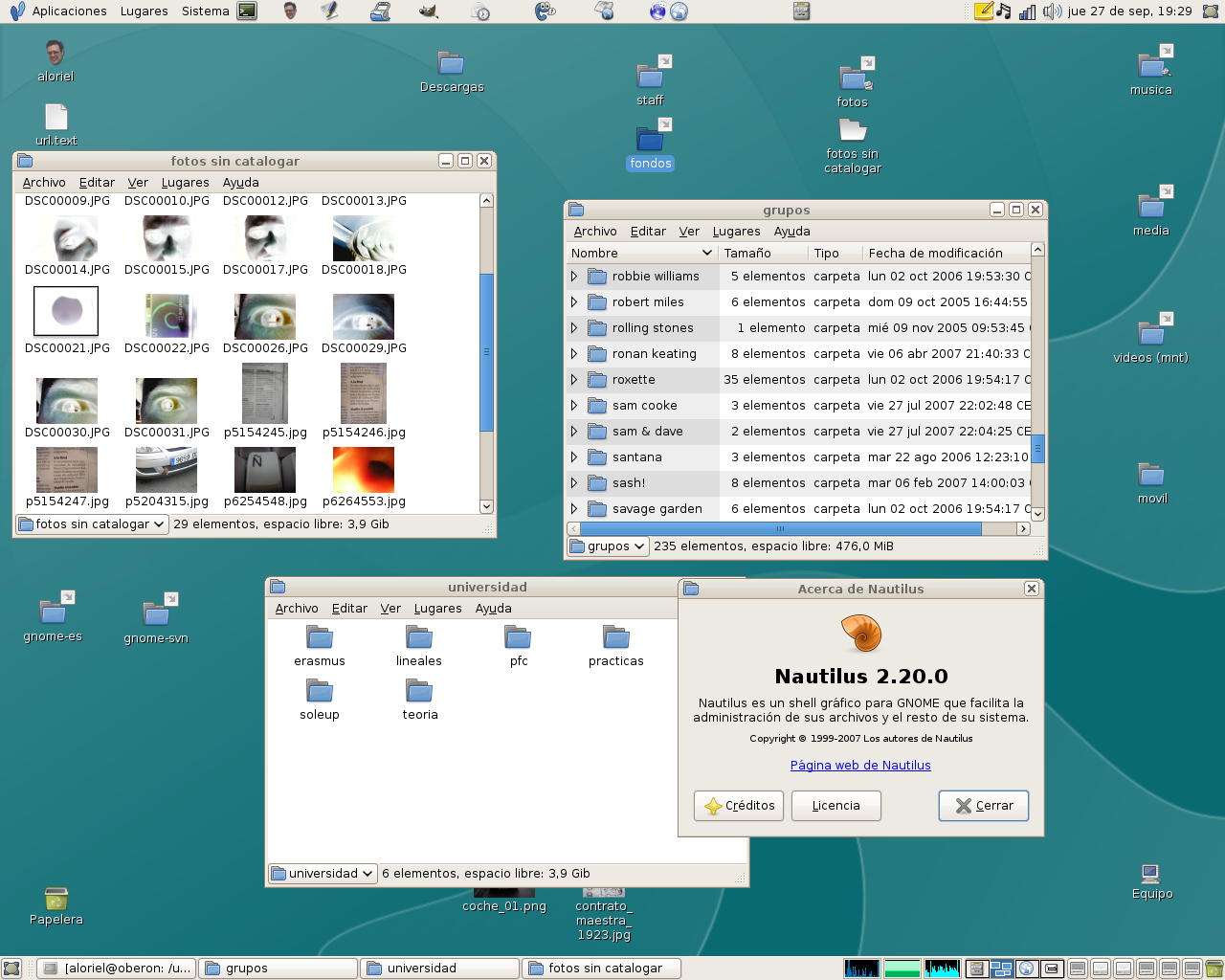
Nautilus v operačním systému Debian
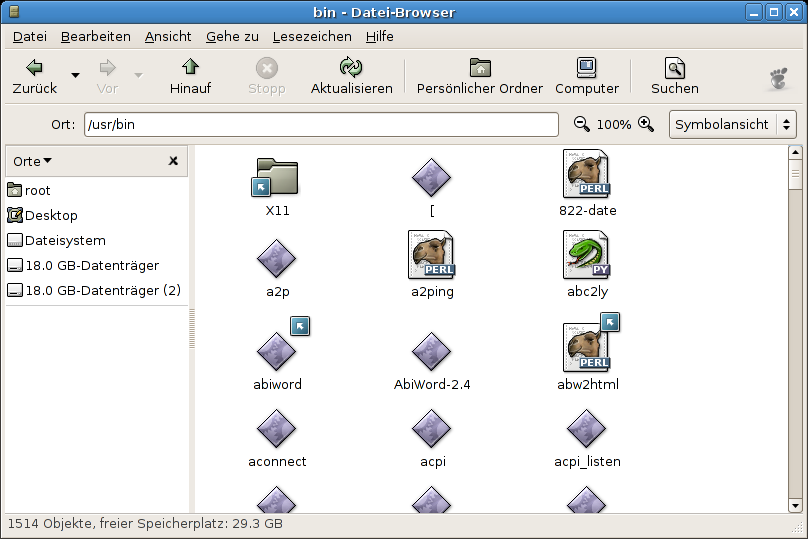
Detail okna Nautila verze 2.14.3
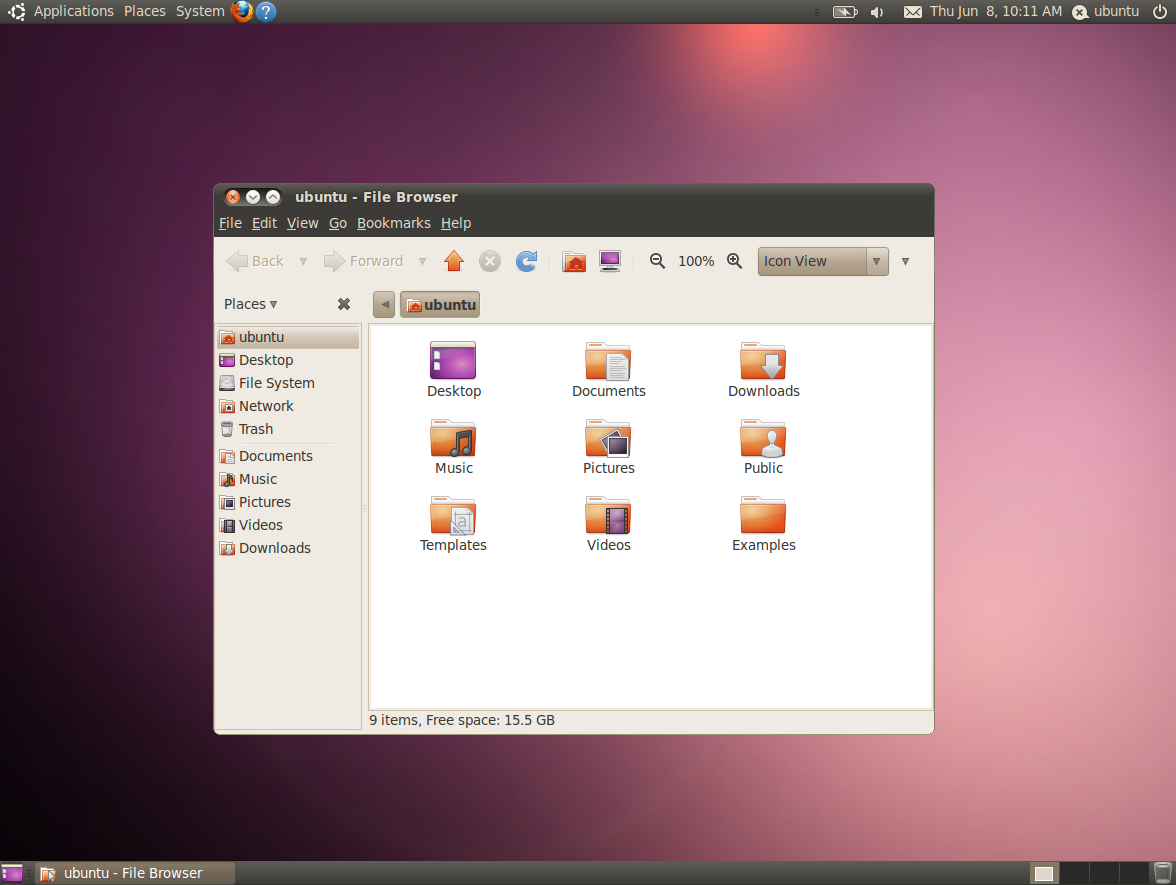
Okno Nautila v Ubuntu 10.04